# Собко Сергій Дмитрович
Сергій Дмитрович Собко (19 червня 1937, тепер Російська Федерація — після 2002?, Полтавська область) — український радянський діяч, директор Кобеляцького цукрового заводу Полтавської області. Депутат Верховної Ради УРСР 9-го скликання.

## Біографія
З 1955 р. — електрик, слюсар Жовтневого цукрового комбінату Карлівського району Полтавської області.
У 1956 — 1959 р. — служба в Радянській армії.
Член КПРС з 1958 року.
Після демобілізації працював слюсарем-апаратником Жовтневого цукрового комбінату Карлівського району Полтавської області.
Освіта вища. Закінчив Київський технологічний інститут харчової промисловості.
У 1968 — 1974 р. — начальник зміни, головний інженер Жовтневого цукрового комбінату Карлівського району, інструктор Карлівського районного комітету КПУ Полтавської області.
З 1974 р. — директор Кобеляцького цукрового заводу Полтавської області.
Потім — на пенсії у селищі Білики Кобеляцького району Полтавської області.

## Нагороди
- ордени
- медалі